# Фро (фильм)
«Фро» — художественный фильм режиссёра Резо Эсадзе, снятый по одноимённому рассказу Андрея Платонова на киностудии «Ленфильм» в 1964 году.

## Сюжет
Индустриальная романтика первых пятилеток. Фрося не представляет себе жизни без Фёдора, а тот уехал на Дальний Восток налаживать электрические машины.
Отец Фроси вышел на пенсию, но продолжает каждый день приходить к паровозам, в надежде, что потребуется его помощь.
Фрося не находит себе места. Без Фёдора у неё всё валится из рук. Она не может спокойно работать, не может внимательно следить за объяснениями учителя на вечерних курсах.
Отчаявшись, Фрося просит отца отнести на почту телеграмму, где от его имени сообщает о своей серьёзной болезни и просит Фёдора немедленно приехать. Фёдор догадался о уловке Фро, но прибыл быстро, как мог. Они провели вместе целый день.
Отец, не желая им мешать, собрался и ушёл в депо, придумав какое-то неотложное дело. Утром он встретил на вокзале Фёдора. Тот не стал будить Фросю и, не попрощавшись, вернулся обратно.

## В ролях
- Александра Завьялова — Ефросиния (Фро)
- Николай Трофимов — Нефёд Степанович Ефстафьев, отец Фроси
- Геннадий Юхтин — Фёдор Сурков, муж Фроси
- Алиса Фрейндлих — Наташа Букова, жена сторожа
- Всеволод Кузнецов — Пискунов, начальник депо
- Николай Корн — учитель
- Олег Хроменков — Балабуев

В эпизодах:
- Анатолий Столбов — железнодорожник
- Аркадий Трусов — учащийся на курсах
- Александр Суснин — танцор
- Владимир Курков — маневровый диспетчер
- Вера Липсток — телеграфистка
- Владимир Липпарт — дворник
- Александр Афанасьев — эпизод
- Николай Мельников — эпизод
- Н. Чапайкин — эпизод
- Э. Бертогаев — эпизод
- Ю. Н. Скляров — эпизод

## Съёмочная группа
- Автор сценария: Феликс Миронер
- Режиссёр-постановщик: Резо Эсадзе
- Оператор-постановщик: Константин Соболь, Валерий Федосов
- Композитор: Исаак Шварц
- Художник-постановщик: Василий Зачиняев
- Звукооператор: В. Яковлев
- Оркестр Ленинградской государственной филармонии
- Дирижёр: Л. Корхин
- Художник-декоратор: В. Юркевич
- Художник по костюмам: В. Рахматулина. Е. Яковлева
- Художник-гримёр: С. Смирнова
- Монтажёр: Е. Шкультина
- Редактор: А. Михайлова
- Ассистенты режиссёра: А. Сергеева, В. Жравлёва
- Ассистент оператора: И. Мирный
- Директор: П. Краснов

## Дополнительные факты
Фильм снимался в станице Староминская Краснодарского края.